# ويلبر فوس
ويلبر فوس هو شخصية أعمال وسياسي أمريكي، ولد في 15 يونيو 1921 في فريمان في الولايات المتحدة، وتوفي في 18 نوفمبر 2015 في إسكتلندا في الولايات المتحدة. نشط حزبياً في الحزب الجمهوري.